# Полона Ребершак
Полона Ребершак (словен. Polona Reberšak;нар. 9 лютого 1987) — колишня словенська тенісистка.
Найвищу одиночну позицію світового рейтингу — 499 місце досягла 10 липня 2006, парну — 506 місце — 30 жовтня 2006 року.
Здобула 1 одиночний та 12 парних титулів туру ITF.

## Фінали ITF

### Одиночний розряд: 3 (1–2)
| Легенда          |
| ---------------- |
| Турніри $100,000 |
| Турніри $75,000  |
| Турніри $50,000  |
| Турніри $25,000  |
| Турніри $10,000  |

| Фінали за покриттям |
| ------------------- |
| Тверде (1–0)        |
| Ґрунт (0–2)         |
| Трава (0–0)         |
| Килим (0–0)         |

| Результат | Ранг | Дата     | Турнір                   | Покриття | Суперниця          | Рахунок       |
| --------- | ---- | -------- | ------------------------ | -------- | ------------------ | ------------- |
| Перемога  | 1    | Лют 2006 | ITF Портіман, Португалія | Тверде   | Магалі де Латтре   | 7–5, 6–4      |
| Поразка   | 1    | Жов 2006 | ITF Дубровник, Хорватія  | Ґрунт    | Ана Савич          | 6–1, 3–6, 4–6 |
| Поразка   | 2    | Жов 2013 | ITF Дубровник, Хорватія  | Ґрунт    | Барбора Крейчикова | 1–6, 6–3, 0–6 |

### Парний розряд: 22 (12–10)
| Легенда          |
| ---------------- |
| Турніри $100,000 |
| Турніри $75,000  |
| Турніри $50,000  |
| Турніри $25,000  |
| Турніри $10,000  |

| Фінали за покриттям |
| ------------------- |
| Тверде (0–1)        |
| Ґрунт (12–9)        |
| Трава (0–0)         |
| Килим (0–0)         |

| Результат | Ранг | Дата           | Турнір                           | Покриття | Партнерка           | Суперниці                                | Рахунок              |
| --------- | ---- | -------------- | -------------------------------- | -------- | ------------------- | ---------------------------------------- | -------------------- |
| Перемога  | 1    | 4 вересня 2004 | ITF Kranjska Gora, Словенія      | Ґрунт    | Маша Зец-Пешкірич   | Янетте Бейлкова Каролина Йованович       | 7–6(4), 6–1          |
| Поразка   | 1    | 29 жовтня 2005 | ITF Дубровник, Хорватія          | Ґрунт    | Патриція Волльмаєр  | Йосипа Бек Ані Міячика                   | 6–7(3), 6–7(2)       |
| Поразка   | 2    | 18 лютого 2006 | ITF Албуфейра, Португалія        | Тверде   | Сорана Кирстя       | Емілі Баке Хаєнне Евейк                  | 4–6, 4–6             |
| Перемога  | 2    | 6 травня 2006  | ITF Дубровник, Хорватія          | Ґрунт    | Тина Обрез          | Каролина Йованович Антонія Ксенія Тоут   | 6–3, 6–4             |
| Поразка   | 3    | 12 травня 2006 | ITF Мостар, Боснія і Герцеговина | Ґрунт    | Каролина Йованович  | Ані Міячика Єлена Станівук               | 7–6(0), 6–7(4), 6–4  |
| Поразка   | 4    | 20 травня 2006 | ITF Задар, Хорватія              | Ґрунт    | Єлена Станівук      | Йосипа Бек Ані Міячика                   | 4–6, 6–2, 1–6        |
| Поразка   | 5    | 21 жовтня 2006 | ITF Дубровник, Хорватія          | Ґрунт    | Каролина Йованович  | Теодора Мирчич Ана Веселинович           | 4–6, 5–7             |
| Перемога  | 3    | 28 серпня 2009 | ITF Веленє, Словенія             | Ґрунт    | Настя Колар         | Камелія Хрістя Diana Marcu               | 6–3, 6–2             |
| Перемога  | 4    | 10 липня 2010  | ITF Прокуплє, Сербія             | Ґрунт    | Каролина Йованович  | Вів'єн Югашова Тереза Малікова           | 3–6, 6–2, [10–2]     |
| Перемога  | 5    | 20 серпня 2010 | ITF Чаковець, Хорватія           | Ґрунт    | Настя Колар         | Katarína Baranová Сімонка Парайова       | 6–0, 6–1             |
| Перемога  | 6    | 2 липня 2011   | ITF Прокуплє, Сербія             | Ґрунт    | Zsófia Susányi      | Ізабелла Шинікова Юлія Стаматова         | 6–4, 7–6(2)          |
| Перемога  | 7    | 9 липня 2011   | ITF Прокуплє, Сербія             | Ґрунт    | Zsófia Susányi      | Claudia Enache Катаріна Неґрін           | 6–2, 4–6, 6–4        |
| Перемога  | 8    | 17 серпня 2012 | ITF Інсбрук, Австрія             | Ґрунт    | Ясмина Кайтазович   | Клара Догналова Ленка Кунчікова          | 7–5, 2–6, [20–18]    |
| Поразка   | 6    | 16 серпня 2013 | ITF Інсбрук, Австрія             | Ґрунт    | Настя Колар         | Люсі Браун Гільда Меландер               | 6–3, 3–6, [7–10]     |
| Перемога  | 9    | 24 серпня 2013 | ITF Перчах, Австрія              | Ґрунт    | Настя Колар         | Джоя Барб'єрі Джулія Суссарелло          | 6–0, 2–6, [10–4]     |
| Поразка   | 7    | 19 жовтня 2013 | ITF Дубровник, Хорватія          | Ґрунт    | Габріела Пантучкова | Ленка Юрикова Барбора Крейчикова         | 5–7, 6–3, [4–10]     |
| Перемога  | 10   | 25 липня 2014  | ITF Бад-Вальтерсдорф, Австрія    | Ґрунт    | Пія Кеніг           | Kristýna Hrabalová Tereza Janatová       | 6–7(4), 7–5, [14–12] |
| Перемога  | 11   | 21 серпня 2015 | ITF Грац, Австрія                | Ґрунт    | Lisa Hofbauer       | Pia Brglez Katharina Knöbl               | 7–5, 6–0             |
| Поразка   | 8    | 12 червня 2016 | ITF Веленє, Словенія             | Ґрунт    | Manca Pislak        | Габріела Пантучкова Магдалена Пантучкова | 6–4, 6–7(0), [11–13] |
| Поразка   | 9    | 17 червня 2016 | ITF Марибор, Словенія            | Ґрунт    | Gabriela Talabă     | Настя Колар Франсеска Стівенсон          | 7–5, 0–6, [3–10]     |
| Поразка   | 10   | 24 червня 2016 | ITF Марибор, Словенія            | Ґрунт    | Manca Pislak        | Sara Palčič Ніна Поточник                | 3–6, 2–6             |
| Перемога  | 12   | 22 липня 2016  | ITF Бад-Вальтерсдорф, Австрія    | Ґрунт    | Ніна Поточник       | Настя Колар Франсеска Стівенсон          | 6–3, 6–4             |

## Участь у Кубку Федерації

### Одиночний розряд
| Розіграш                                | Стадія | Дата           | Місце             | Супротивник           | Покриття | Суперниця       | W/L | Рахунок       |
| --------------------------------------- | ------ | -------------- | ----------------- | --------------------- | -------- | --------------- | --- | ------------- |
| 2006 Fed Cup Europe/Africa Zone Group I | R/R    | 18 квітня 2006 | Пловдив, Болгарія | Serbia and Montenegro | Ґрунт    | Ана Тимотич     | W   | 6–3, 6–2      |
| 2006 Fed Cup Europe/Africa Zone Group I | R/R    | 19 квітня 2006 | Пловдив, Болгарія | Данія                 | Ґрунт    | Каріна Якобсґор | L   | 3–6, 6–1, 1–6 |
| 2006 Fed Cup Europe/Africa Zone Group I | R/R    | 20 квітня 2006 | Пловдив, Болгарія | Південна Африка       | Ґрунт    | Elze Potgieter  | W   | 6–2, 6–3      |